# Limestone, Illinois
Limestone är en ort (village) i Kankakee County i Illinois. Vid 2010 års folkräkning hade Limestone 1 598 invånare.